# Костандин II
Костандин II Хетумян иногда называемый Костандин I или Костандин III (11 января 1277 — † 1310) — король Киликийского армянского царства. Происходил из династии Хетумидов (Хетумян).

## Биография
Костандин родился в 1277 году в семье короля Левона II и королевы Керан. Происходил из династии Хетумидов (Хетумян), и владел крепостью Капан. В 1296 году, после отъезда своих братьев, короля Хетума II и Тороса III, Костандин помог своему другому брату, Смбату, узурпировать власть в стране. Он был одним из тех дворян и духовенства которые короновали Смбата в Сисе. Однако во время правления Смбата в страну вторглись египетские мамлюки, которые уничтожив ряд поселений, убили и захватили в рабство много жителей. Неспособность защитить страну вызвало бурю негодований среди народа и знати. Примерно в это же время, в заточении, по приказу Смбата, был убит их общий брат Торос. В результате всего этого, в январе 1298 года Костандин свергает своего брата Смбата, и занимает его место. Спустя год после прихода к власти, в 1299 году, Костандин возвращает трон своему старшему брату Хетуму II, выпущенному на свободу сразу после его прихода к власти. Хетум II вновь придя к власти, помирив Костандина с Смбатом, отправляет обоих братьев в Константинополь.

## Комментарии
1. ↑  иногда имя царя пишется на русский лад, как Константин
2. ↑  Ряд историков ведет нумерацию королей  с 1198 года, когда впервые киликийский правитель был коронован согласно западно-европейским традициям. Поэтому Костандина II иногда называют Костандин I
3. ↑  Ряд историков ведя нумерацию со дня основания киликийского армянского государства (1080 год), учитывают в нумерации сына Тороса I (? - 1129/1130) - Костандина, который умер спустя несколько месяцев после отца. Поэтому Костандина II иногда называют Костандин III. Однако другие источники ставят под сомнение его существование